# Özönvíz (Biblia)
Az özönvíz (vagy vízözön) történetének leírása a Bibliában Mózes első könyvében, a 6–9. fejezetben található. Az elbeszélés alapján a korabeli világ bűnösségének mértéke betelt és Isten vízözön által tisztította meg a földet az erkölcsi tisztátalanságtól. Az emberiséget elpusztító vízözönből csak az istenfélő Noé menekült meg családjával, feleségével, három fiával és három menyével együtt.
A mai tudomány állása szerint az özönvíz történetének lehetett történelmi, valóságos alapja is, amit a pleisztocén-holocén becsapódási esemény idején a laurenciai jégtakaró megolvadásával járó nagy árvíz magyarázna, de a bibliai özönvíz történetét egy ősi héber mítosznak veszik.
A világ csaknem valamennyi részén találunk az ősi hagyományokban számtalan és különféle özönvíz-regét. Ezeknek a hagyományoknak egy része helyi, korlátozott terjedelmű árvízkatasztrófákra vezethető vissza. A legjelentőségteljesebb a vallás szempontjából az a feltevés, hogy a vízözön-regék másik fele nagy valószínűséggel ezek egy és ugyanazon eseményről szólnak, mely történetek az idők folyamán különféle változásokon estek át. Leggyakrabban az észak-amerikai, illetve az ázsiai kontinensen és a tőle délre eső szigeteken találkozunk vele, de mindegyik kontinensen vannak ilyen legendák. Ezek három ponton szinte teljesen megegyeznek:
1. Világméretű pusztulás érte vízözön képében az emberiséget 2. Bárkát vagy hajót szerepeltetnek a menekülés céljára. 3. Az emberiség magja megmaradt, hogy a faj fennmaradjon.
A legnagyobb hegységek, a Himalája, az Andok, a Sziklás hegység, az Alpok magukon viselik a tengeri kagylók és más, évezredekkel ezelőtt élt tengeri élet árulkodó jeleit. Ezeket a tudomány állása szerint nem lehet az özönvíz bizonyítására használni, mert azok a hosszú idő alatt lerakódó egykori tengerfenéki üledékben helyezkednek el és a hegységképződési folyamatok bizonyítékai. A bibliai özönvíz globális eseménye nincs összhangban a geológia, a régészet, a paleontológia és a fajok globális elterjedésének tudományos eredményeivel.
Az özönvíz eseményére Jézus is tett utalást, amikor párhuzamot vont az akkor élő emberek élete és az utolsó idő korszaka között.
Mózes könyve alapján ebben az időben óriások éltek a földön, akik mind életkoruk szokatlan nagyságával, mind pedig testi alkatuk kiválóságával felülmúlták a későbbi embereket.

## A bibliai történet
```
A föld pedig romlott volt Isten előtt és megtelt erőszakoskodással... És látta az Úr, hogy megsokasult az ember gonoszsága a földön, és hogy szíve gondolatának minden alkotása szüntelen csak gonosz. Megbánta azért az Úr, hogy teremtette az embert a földön... És monda az Úr: Eltörlöm az embert, akit teremtettem, a földnek színéről ... De Noé kegyelmet talált az Úr előtt... Monda azért Isten Noénak: Minden embernek vége elérkezett előttem, mivelhogy a föld erőszakoskodással telt meg általuk: és ímé elvesztem őket a földdel egybe. Csinálj magadnak bárkát góferfából...
[
7
]
```

A teljes szöveg itt: Szentírás - Mózes I. 6. rész-
```
Én pedig özönvizet hozok a földre, hogy elvesztessek minden lényt, amelyben élő lélek van az ég alatt; valami a földön van, elvész. De te veled szövetséget kötök, és bemégy a bárkába, te és a te fiaid, feleséged és a te fiaidnak feleségei teveled. És minden élőből, s minden lényből, mindenből kettőt-kettőt vigyél be a bárkába, hogy veled együtt életben maradjanak: hímek és nőstények legyenek... Te pedig szerezz magadnak mindenféle eledelt, mely megehető, és takarítsd be magadhoz, hogy neked is, azoknak is legyen eledelül... És úgy cselekedett Noé; amint parancsolta neki Isten.
[
7
]
```

```
Ezt mondta az Úr Noénak: Menj be egész házad népével a bárkába, mert csak téged látlak igaznak ebben a nemzedékben... Hét nap múlva negyven nap és negyven éjjel tartó esőt bocsátok a földre, és eltörlök a föld színéről minden élőt, amelyet alkottam. Noé meg is tett mindent úgy, ahogyan az ÚR megparancsolta neki. Noé hatszáz éves volt, amikor özönvíz lett a földön... Amikor már negyven napja tartott az özönvíz a földön, annyira megnövekedett a víz, hogy elbírta a bárkát, és az fölemelkedett a földről. A víz egyre áradt és növekedett a földön, úgyhogy a bárka a víz színén úszott. A víz egyre erősebben áradt a földön, és elborította a legmagasabb hegyeket is az ég alatt... Elpusztult minden test, amely a földön mozgott: madár, állat és vad, a földön nyüzsgő minden féreg és minden ember... Eltörölt Isten minden élőt, amely a föld színén volt, embert és állatot.. csak Noé maradt meg és azok, akik vele voltak a bárkában. A víz százötven napig áradt a földön.
[
8
]
```

```
Szelet bocsátott Isten a földre, és a víz apadni kezdett. Bezárultak a mélység forrásai és az ég csatornái; megszűnt esni az eső az égből. Azután a víz egyre jobban visszahúzódott a földről, és százötven nap múlva leapadt a víz. A bárka pedig a hetedik hónap tizenhetedik napján megfeneklett az 
Ararát-hegységben
. A víz állandóan fogyott a tizedik hónapig. A tizedik hónap első napján láthatókká váltak a hegyek csúcsai. Negyven nap múlva kinyitotta Noé a bárka ablakát, amelyet csinált, és kiengedett egy hollót. Az újra meg újra kirepült, meg visszatért, amíg föl nem száradt a víz a földről. Kiengedett egy galambot is, hogy lássa: vajon leapadt-e a víz a föld színéről. De a galamb nem talált helyet a lábának, hogy leszállhasson, ezért visszatért hozzá a bárkába, mert víz borította az egész föld színét. Ő pedig kinyújtotta a kezét, megfogta és bevette magához a bárkába. Várakozott még újabb hét napig, és ismét kiengedte a galambot a bárkából. Estére megjött hozzá a galamb, és ekkor már egy leszakított olajfalevél volt a csőrében. Ebből tudta meg Noé, hogy a víz leapadt a földről. Várakozott még újabb hét napig, és kiengedte a galambot, de az már nem tért vissza hozzá. A hatszázegyedik esztendőben, az első hónap első napjára fölszikkadt a víz a földről. Ekkor Noé eltávolította a bárka födelét, és látta, hogy már megszikkadt a föld színe. A második hónap huszonhetedik napjára megszáradt a föld. Ekkor így szólt Isten Noéhoz: Jöjj ki a bárkából feleségeddel, fiaiddal és fiaid feleségeivel együtt! Mindenféle élőlényt, amely csak veled van: madarat, állatot és minden földi csúszómászót hozz ki magaddal, hadd nyüzsögjenek a földön, szaporodjanak és sokasodjanak a földön! 
[
9
]
```

A Biblia alapján csak Noé és családja volt az, akik át tudtak menni az „új világba”. Az emberiség története így folytatódott.
Az özönvíz után a megmaradt néhány ember számára a Föld nem volt többé az a bolygó, melyet azelőtt ismertek. Minden megváltozott. De Noé családja mélységesen hálás volt Istennek a megmentésért, a számukra megadott második esélyért és hálaáldozatot mutattak be a megépített oltáron.

## Az özönvíz utáni változások
- Feltételezések szerint a kataklizma kibillentette a Föld tengelyét és az özönvízkor klímaváltozás történt. A föld tengelye eredetileg merőleges volt,[11] ezután hirtelen 26,5 fokra dőlt, majd a történelem folyamán a jelenlegi 23,4 fokra állt be. A tudomány felfedezte, hogy még a földrengések is hatással vannak a föld forgástengelyére.[12]

A Föld forgástengelyének ilyen mértékű változására geológiai bizonyíték nem létezik.
- A teremtéskor a föld legnagyobb része trópusi éghajlatú volt - ahogy ezt a mai tudomány is felfedezi a Föld korai korszakáról.[13][14] A vízözön után az évszakok megjelenése van említve.[15]

A tudomány mai állása szerint ez az állapot 65 millió éve fejeződött be.
- Az özönvíz előtt „mennyezet feletti vizek” is voltak[16] aminek a mai világban nincs megfelelője. A „mennyezet” szó (héber: רָקִיעַ átírva: rakia, jelentése: terjedelmes ritkásság) lényegében a menny, az ég szinonimája és általánosságban az űrt vagy egy meghatározott teret jelent, ahogyan a szövegösszefüggés megkívánja. Ebben az esetben a mennyezet lényegében a légkör volt, ahol a madarak repülnek.[17] A légköri vizeknek láthatatlan vízgőz óriási takarójának kellett léteznie, amely átengedte a csillagokról érkező fényt, de amely csodálatos üvegházhatással járt, ami az Északi-sarktól a Déli-sarkig biztosította a kellemes hőmérsékletet, megakadályozta a levegőtömeg áramlását és az ebből eredő esőt.[18] Mindenképpen azzal a további hatással kellett járnia, hogy sikeresen kiszűrte az űrből érkező káros sugárzást, jelentősen csökkentette a szomatikus mutációk arányát az élő sejtekben, aminek következtében drasztikusan csökkentette az elöregedés és halál sebességét.[19]

A kreacionista állításokra tudományos bizonyíték jelenleg nem létezik.
- A leírásban említett nagy mélységek forrásának felfakadására tett utalások (1. Móz. 7:11) azt sugallják, hogy a föld kérge alatt nagy víztartalékok helyezkedtek el nyomás alatt. Ezeknek a vizeknek és „a mennyezet feletti vizek”-nek ma a jelenlegi óceánokban kell lenniük, ez viszont arra utal, hogy az özönvíz előtti óceánok és tengerek jóval kisebbek lehettek. Éppen ezért a szárazföldek nagyobbak voltak, sőt az enyhe éghajlat és a termékeny föld sokkal több növényt és állatot tudott eltartani, mint ma.[19]

A geológia tudományának jelenlegi állása szerint a földtörténeti középkor (mezozoikum) idején – amikor nem voltak jégsapkák a pólusokon – a tengerszint a mainál több száz méterrel magasabb volt.
- A kataklizma előtt az üvegházhatás kizárta a gleccserek és jégsapkák képződését. A páraboltozat eltűnése azonban gyorsan meghozta a szélességi körök éghajlati differenciálódását. Az özönvíz alatt az energia óriási felszabadulása hosszú ideig folytatódott és az új óceánok felszínéről nedvességgel látta el a légkört, amelynek egy része hó formájában lecsapódott a sarkvidékeken. Ezek a jelenségek a pleisztocén kontinenseket beborító nagy jégtakaróinak kialakulásához vezettek.[19]

A tudomány szerint a kainozoikumi eljegesedés 3,5 millió évvel ezelőtt kezdődött.
Érdekes, hogy nincs kielégítő uniformista modell a pleisztocén nagy gleccsereinek magyarázatára: A geológusok és klimatológusok több mint egy évszázada próbálják megmagyarázni a kontinens méretű eljegesedés megismétlődését. Egyik elméletet a másik után állítják fel, de mindegyik vagy túl sokat, vagy túl keveset magyaráz meg. Egyik sem tekinthető kielégítő magyarázatnak. A kataklizma elmélet azonban azt állítja, hogy erre kielégítő magyarázatot ad.
- A „mennyezet feletti vizek” miután eltűntek, megnőtt az emberi génekre káros kozmikus sugárzás mértéke is a földön. Ha történt ilyen változás a sugárzás nagyságában, az hatással volt a radioaktív 14C létrejöttének mértékére, méghozzá annyira, hogy nem tekinthető megbízhatónak egyetlen radiokarbon-módszerrel meghatározott adat sem az özönvíz előtti időkből.[21] A tudomány jelenleg nem ismer erre bizonyítékot.
- Köztudott, hogy abban a korban, amikor a nagyobb magasságokat kontinensnyi gleccserek borították, és még utána is, az alacsonyabb szélességi körökön jóval több eső esett. A mai sivatagok, még a Szahara is, bőséges vízzel rendelkeztek. Minden tónak és belső medencének sokkal magasabb volt a vízszintje, és a világ folyói sokkal nagyobb víztömegeket szállítottak. Az esők gyakran heves viharok formájában jelentkeztek és sok bizonyíték található a geológiában és a régészetben is a helyi és nagyobb területekre kiterjedő árvizekről. A kreacionizmus szerint mindez a nagy özönvíz természetes következménye volt, amikor a Földön beállt az új hidrológiai egyensúly,[19]

A tudomány állása szerint az éghajlati változások az eljegesedések és felmelegedések sorozatának természetes következményei.
- A Biblia alapján a teremtéskor az ember kizárólagosan növényi táplálékot fogyasztott táplálékul,[22] a vízözön után már más étrend van említve.[23] 1. Móz. 4:4 már azt mondja, hogy Ádám fia, Ábel juhokat tenyésztett, de nincs megnevezve, hogy táplálkozás, ruházkodás vagy egyéb célból.
- A teremtéskor nem voltak ragadozók, sem élelemért vívott harc, most az állatok félelme az embertől van említve[24]
- Megjelenik a szivárvány, mint az Istennel kötött szövetség jelképe - a „nem lesz újabb özönvíz” ígérete[25]

## Özönvíz történetek

### A babiloni és bibliai történet

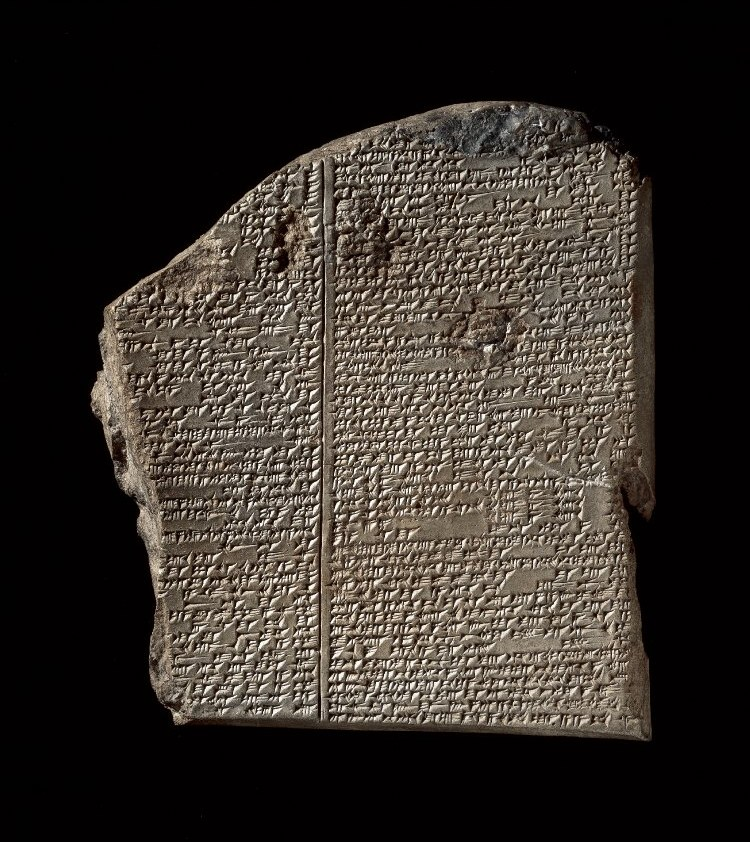
Az özönvízről szóló tábla akkád ékírással

A Gilgames-eposzt, az ókori Kelet egyik legismertebb, legnagyobb hatású mitológiai eposzát jóval Mózes könyvei előtt írták, és a kételkedők gyakran azt
hangoztatják, hogy a bibliai történet írója onnan másolta a tényeit Noé özönvíztörténetének megírásához. Valószínűsíthető azonban, hogy csak arról van szó, hogy a babiloniak - akik a hébereknél korábban alapították meg művelt társadalmukat - hamarabb foglalták írásba az őket megelőző eseményeket. 
A két elbeszélés különbözőségei alapján arra következtethetünk, hogy a bibliai történet nem a Gilgames-eposz közvetlen feldolgozásán alapul.
Ábrahám - az izraeliták ősatyja - a hagyomány alapján Sineár, vagyis Sumér földjéről vándorolt Kánaán régiójába. Ő vihette magával az özönvíz történetét, amely később bekerült a héber nyelvű Szentírásba.
A babiloni történetben Um-napisti, sőt a legrégebbi sumer töredékekben Ziuszudra a neve a fő alaknak, aki megkapta az isteni intést: építsen bárkát a megmenekülése végett. 
A babilóniai és a bibliai történet összehasonlítása után Merrill Frederick Unger az Archaeology and the Old Testament (Ásatások és az Ószövetség) című könyv szerzője a következőkre mutat rá:
- Mindkettő leírás elmondja, hogy az özönvíz isteni eredetű volt.
- Mindkét elbeszélés egyezik abban, hogy az özönvíz hősének Isten jelentette ki a küszöbön álló veszélyt.
- Mindkettő az emberi faj gonoszságával indokolja az özönvizet.
- Mindkettő megállapítja, hogy Isten utasította az özönvíz fő alakját, hogy építsen hatalmas hajót a meneküléshez.
- Mindkettő leírja a főalak és családjának menekülését.
- Mindkettő jelzi az özönvíz természetes okait.
- Mindkettő megemlíti az özönvíz időtartamát, bár az említett idő különböző.
- Mindkettő megnevezi a hajó megfeneklésének a helyét. A Gilgames-eposzban ez "Nimus",[28] a Bibliában az "Ararát-hegység".[29]
- Mindkettő leírja, hogy bizonyos időközönként madarat bocsátottak ki a víz apadásának megállapítására. A Gilgames-eposzban ezek: galamb, fecske, holló,[30] a Bibliában: holló, galamb (utóbbi 3-szor).[31]
- Mindkettő említi a menekülés után tartott istentiszteletet (hálaáldozatot). A Gilgames-eposzban: nád, cédrus, mirtusz[32] a Bibliában "minden tiszta szárazföldi állatból és minden tiszta madárból".[33]
- Mindkettő említi a különleges áldásokat, melyeket a szereplők kaptak a szerencsétlenség után.

### Más özönvíz történetek
Az ókori vízözön történetek egymástól alig eltérő változatai viszonylag nagy földrajzi távolságokból kerültek elő. Ilyen például a perzsa vagy zoroasztriánus özönvíz-mítosz, amelyben egy Jima nevű hőst szólít fel Ahurá isten, hogy építsen egy „vará”-t, egy erődítményt. A varát tele kellett raknia tűzifával, élelemmel és állatokkal, amelyeket párosával kellett magával vinnie, hogy megóvja őket az özönvíztől.
Az ókori görög mitológiában is ismert egy vízözönről szóló elbeszélés. A vízözönre azért került sor, mert az emberek szembefordultak az istenekkel, és bűnt bűnre halmoztak. Zeusz bocsátotta az emberiségre a vízözönt. El is pusztult minden a Földön; csak egy emberpár menekült meg.
Egyes indiai özönvíz-történetekben is felismerhető pár ismerős elem, különösen a hindukéban. Itt Manut, az első embert egy hal figyelmezteti, hogy építsen csónakot, amivel megmenekülhet a közelgő vízözön elől és kösse egy fához, ami egy hegy tetején nő. Manu így tesz és egyedül ő menekül meg, mindenki más megfullad. A víz elvonultával ő is hálaáldozatot mutat be. Áldozatának maradékából egy nő jön létre, akivel szerelmeskedik és ezzel megszületik az emberi faj.
lásd még: 
- Hetedik Manu
- Matszja özönvízlegendája

A felsorolt történetek mögött minden bizonnyal egy valódi vízözön áll. Túlságosan élt a földrajzilag távoli vidékek lakosaiban, a kollektív emlékezetben az esemény ahhoz, hogy más legyen a magyarázat.

## Noé és kortársainak életkora
A Teremtés könyve alapján Noé 950 évig élt és 600 éves volt a vízözön idején. Ez eléggé hihetetlenül hangzik, ha a mai emberek életkorát vesszük alapul. 
A magas életkort sokan azzal magyarázzák, hogy akkor máshogy számolták az éveket:
- Az akkori évek csak 3 hónapból álltak
- Az ókori Mezopotámiában a holdhónapokat jegyezték fel és így nem 365, hanem csak 75 nap/év-nyi életkor számolható.

Ezek Noéra nem alkalmazhatók, hiszen a Biblia feljegyzi, hogy a vízözön után a bárka a 7. hónapban feneklett meg és a 10. hónapban váltak láthatóvá a hegyek csúcsai. Továbbá megemlíti, hogy Isten a vízözön után csökkentette le az emberek maximális élettartamát 120 évre. (Ezután már nem egy újabb özönvíz, hanem a természetes halál szabott korlátot a bűnnek az emberi életben.)
A sumer királylista, amely i. e. 2100 körül ékírással készült, a hajdani királyokat özönvíz előttiekre és utániakra osztja. Az első 30-35 nemzedék uralkodási idejét hihetetlen hosszúra (sok ezer évre) teszi, majd az özönvíz után a királyok uralkodási ideje lényegesen lerövidült. A tudósok sokáig nem is hitték, hogy ezek a királyok valóban léteztek, míg az ásatások nem egyről közvetlen bizonyságot hoztak napvilágra: korabeli tárgyakat, köveket, táblákat, az ő nevükkel ellátva. Bár az uralkodási idejüket nem tudjuk igazolni, de létezni nyilvánvalóan léteztek.
Sok ezer km-rel távolabb, a kínai hagyomány szintén rendkívül hosszúra teszi a legelső uralkodóik uralkodása idejét, ami egy idő után nagyon lerövidül. (lásd: kínai uralkodók listája)

## A szerző
A hagyomány Mózesnek tartotta a Tóra és vele együtt az özönvíz történetének megírását. Ezzel szemben a mai bibliatudósok alapján Mózes első könyve valószínűleg a Kr. e. 5. század körül íródott; míg egyes tudósok ezt a dátumot még későbbre teszik, eszerint a bibliai őstörténetet (1–11. fejezet), beleértve az özönvízről szóló elbeszéléseket is, a Kr. e. 3. században állították össze.
Az özönvíz bibliai elbeszélésének elemzése alapján kiderül, hogy jelenlegi formája két forrásból vagy hagyományból összetett mű, amelyeket megközelítő pontossággal szét is lehet választani a szövegben.
Az elbeszélés két forrása az ún. papi forrás és a jahvista forrás, és bár sok részlet ellentmondásos, a történet egységes egészet alkot.